# しなの鉄道115系電車
しなの鉄道115系電車（しなのてつどう115けいでんしゃ）は、しなの鉄道が運用している直流近郊形電車である。東日本旅客鉄道（JR東日本）より115系1000番台を譲受し、1997年のしなの鉄道線開業より運用を開始した。

## 概要
北陸新幹線（長野新幹線）の開業に伴う並行在来線の経営分離によって開業したしなの鉄道に対し、1997年のしなの鉄道線開業用、2013年の169系・115系未更新車置き換え用、2015年の北しなの線開業用の3回に分けて本形式がJR東日本より譲渡された。全車両とも譲渡に伴う車両番号の変更はされていない。
譲渡車両はいずれも1000番台および先頭化改造車の1500番台で、1997年に3両編成11本が、2013年に2両編成7本が、2015年に3両編成5本が譲渡された。
2020年よりSR1系の新製投入による置き換えが進められている。

## 編成別概説

### 1997年導入編成（S1 - S11編成）

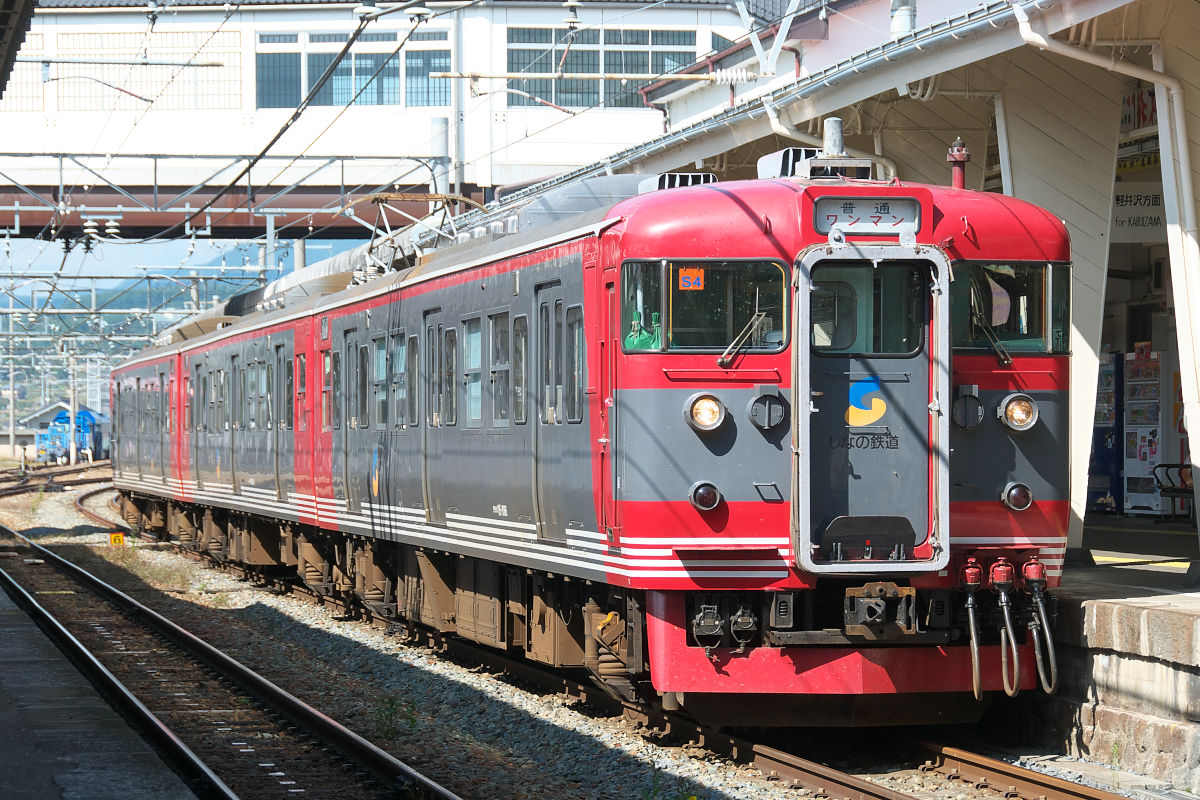
S4編成（2008年8月 小諸駅）

1997年10月1日ダイヤ改正における北陸新幹線（長野新幹線）高崎駅 - 長野駅間の開業に伴い、信越本線（軽井沢駅 - 篠ノ井駅間）が経営移管されたことでしなの鉄道線となった。転換に伴って169系3両編成3本とともに115系の3両編成11本33両が譲渡された。編成番号はS1 - S11が付番されている。譲渡日は各編成とも1997年10月1日付である。
譲渡車には、直前に松本運転所から長野総合車両所に転入したATS-P未搭載編成が選ばれている。従来の長野総合車両所所属車は信越本線高崎駅 - 横川駅間でも運用されることからATS-P形を搭載していたが、しなの鉄道移管区間はATS-SN形のため、長野所属のATS-P搭載編成と松本運転所所属のATS-P未搭載編成を振り替えた上で譲渡された。
S8・9編成のクモハ115形は先頭化改造車の1500番台である。S8編成のクモハ115-1529はモハ115-1014から、S9編成のクモハ115-1527はモハ115-1012からそれぞれ改造されている。

### 2013年導入編成（S21 - 27編成）

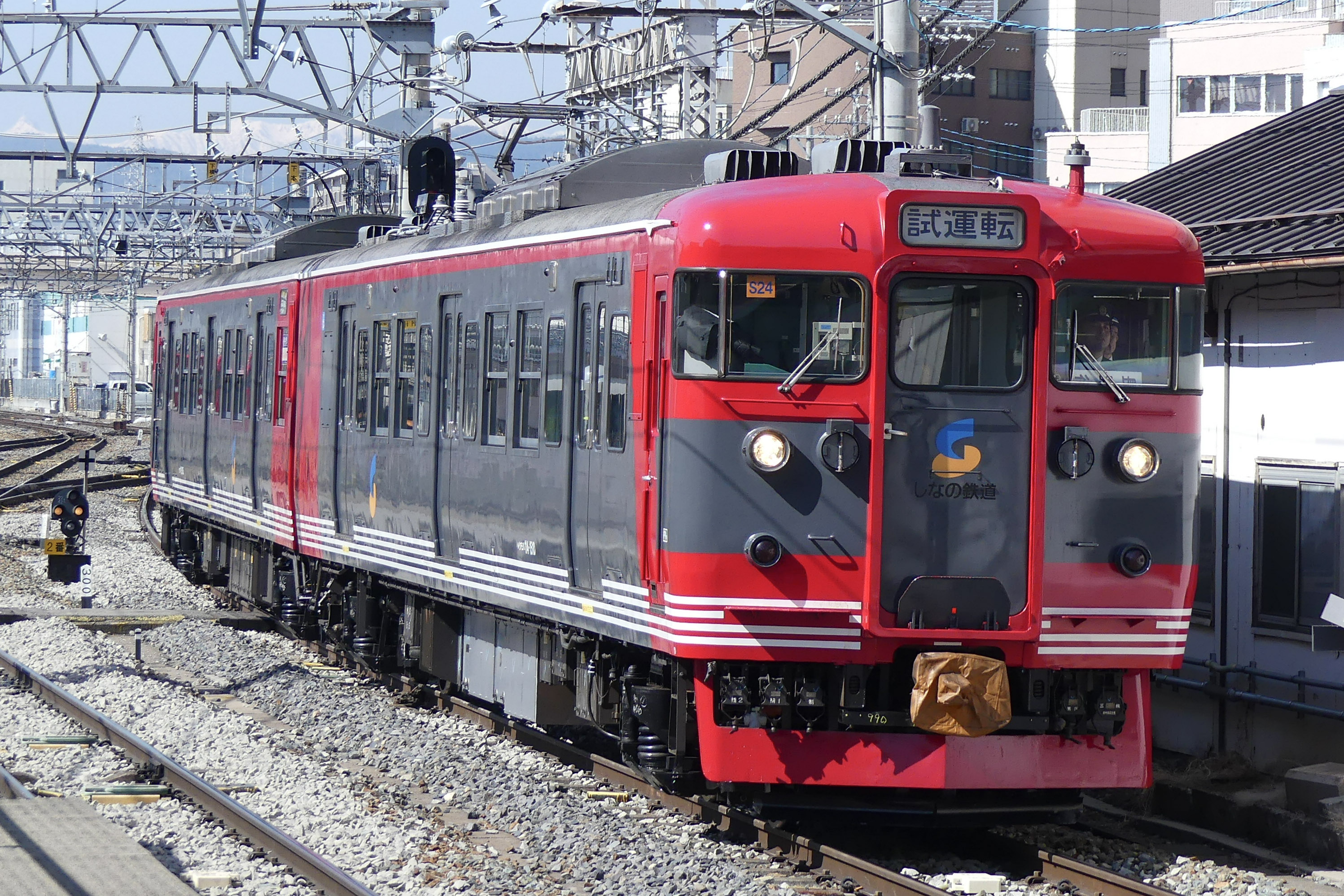
S24編成（2018年3月 長野駅）

169系の代替として、2013年3月16日改正より長野総合車両センター所属の115系2両編成7本計14両（N51 - 54・56 - 58編成）がJR東日本所属のままでしなの鉄道での運用を開始し、6月1日付でしなの鉄道に譲渡された。
譲渡後には側面のJRマーク部分と前面貫通扉にしなの鉄道のステッカーを貼付した上で編成番号をS21 - 27に変更した。S21 - 24編成はJR時代にリニューアル工事施工済みである。譲渡時の編成番号変更は、JR時代に施工されたリニューアル工事の施工車と未施工車とクモハ114の番号が若い順で分けられた。
編成はクモハ115形とクモハ114形の2両編成で、クモハ114形は全車がJR化直後の1987年から1988年にかけてモハ114形から改造された先頭車である。S22編成はクモハ115形も国鉄時代の1984年にモハ115形から改造された先頭車で、両先頭車が先頭車化改造車となる唯一の編成である。
JR東日本所属だった2000年から2003年にかけて、クモハ114形車端部にトイレが設置されたが、しなの鉄道での運用開始以降は使用停止となっている。トイレ設置時には側窓埋め込み・戸袋窓への鉄板ボルト留め処理を施工し、リニューアル車・未更新車ともに向かい側は車いすスペースが設置された。しなの鉄道転用直前の2012年から2013年にかけてはワンマン運転対応設備が搭載された。
先頭車化改造車の改造時期は車歴表の通り、施工はいずれも長野工場である。

### 2015年導入編成（S12 - S16編成）

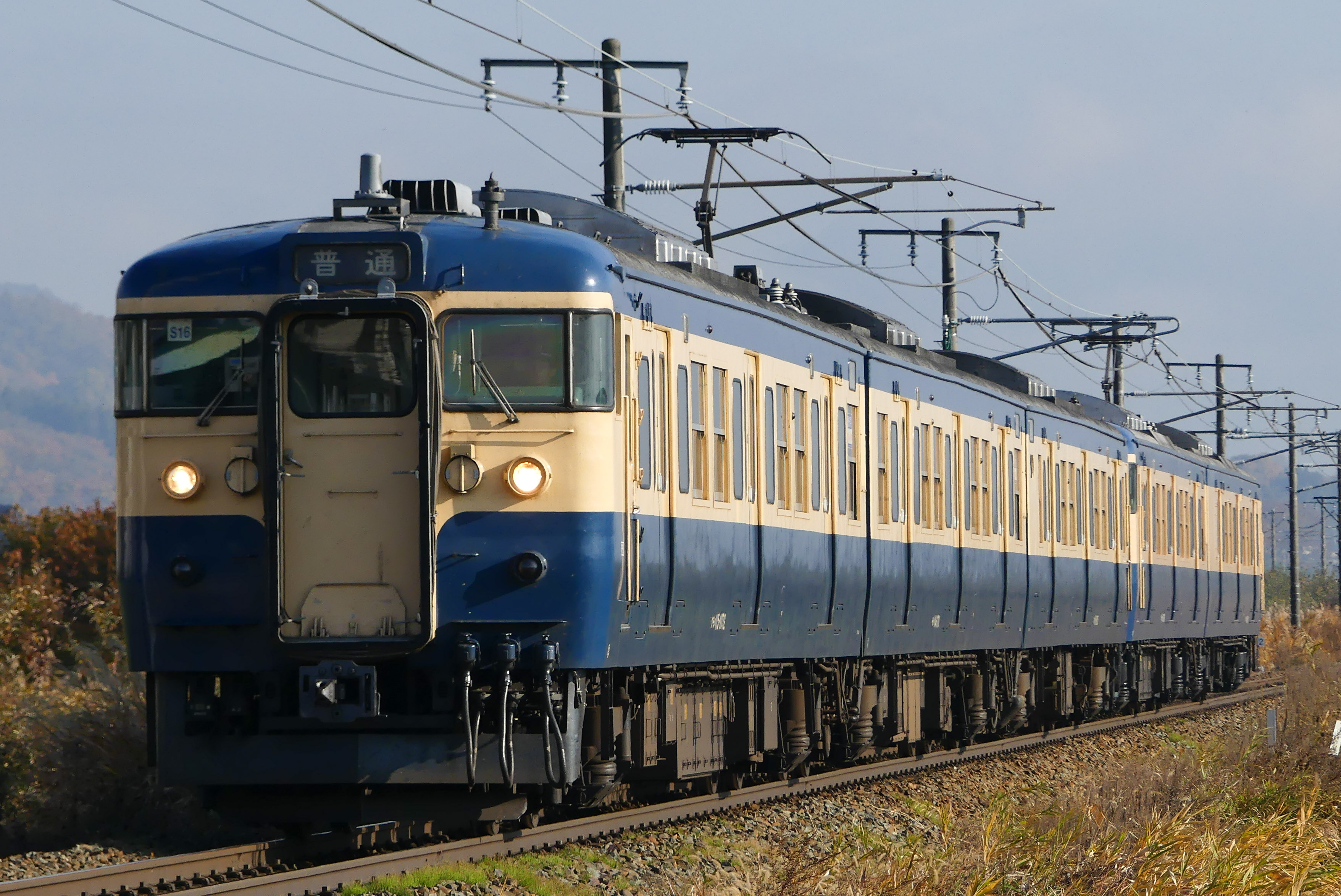
S16編成+S26編成（2018年11月 三才駅 - 豊野駅間）

2015年3月14日ダイヤ改正での北陸新幹線金沢駅延伸開業に伴い、信越本線の長野駅 - 妙高高原駅間がしなの鉄道の北しなの線として経営分離された。これにより元長野総合車両センター所属の115系3両編成5本（N1・N7・N12・N13・N21編成）計15両が譲渡され、編成番号はS12 - S16が付番された。
各編成ともJR時代にリニューアル工事を施工済みである。譲渡日はS12・S14編成が2015年1月2日付、S13・S15・S16編成が2015年3月12日付である。
S15編成（元N13編成）は新製配置が新前橋電車区であり、S16編成（元N1編成）はリニューアル工事が長野総合車両所（当時）ではなく大宮工場で施工されている。S16編成は2019年9月時点では他編成との併結運用のみだったが、2019年12月から単独運用可能になった。

## 改造
本項ではしなの鉄道譲渡後に施工された改造工事のみ記述する。

### 塗色変更
塗装は登場後しばらくはJR時代の新長野色にしなの鉄道のステッカーを貼り付けた形態であったが、赤■と灰色（初期はガンメタリックグレー）■を基調に車体下部へ白の4本線をあしらった、しなの鉄道オリジナル塗装（標準色）への変更が進められた。S3編成は開業直前の1997年9月25日に実施、最後に変更された編成は2004年3月10日のS10編成である。1998年からは座席モケットをグレー系の市松柄への張替えが行われている。

### リニューアル工事
2000年よりリニューアル工事が行われ、座席の交換や床面の貼り替え、補助電源のSIV化などが行われている。工事はJR東日本長野総合車両所（後の長野総合車両センター）で施工され、S1 - S11編成のグループのうちS5編成を除く10編成で2009年度までに完了した。車内の化粧板は緑色、床材は青色、座席モケットは市松模様のものに張り替えられている。JR東日本向けのリニューアル工事と異なり、パンタグラフのシングルアーム化は行われていない。
S6編成はしなの鉄道初のリニューアル編成であるが、後にリニューアルを受けた編成と違い座席フレーム自体は交換されず、灰皿が設置されていた部分の化粧板のみ同色の新品化粧板に交換されている。

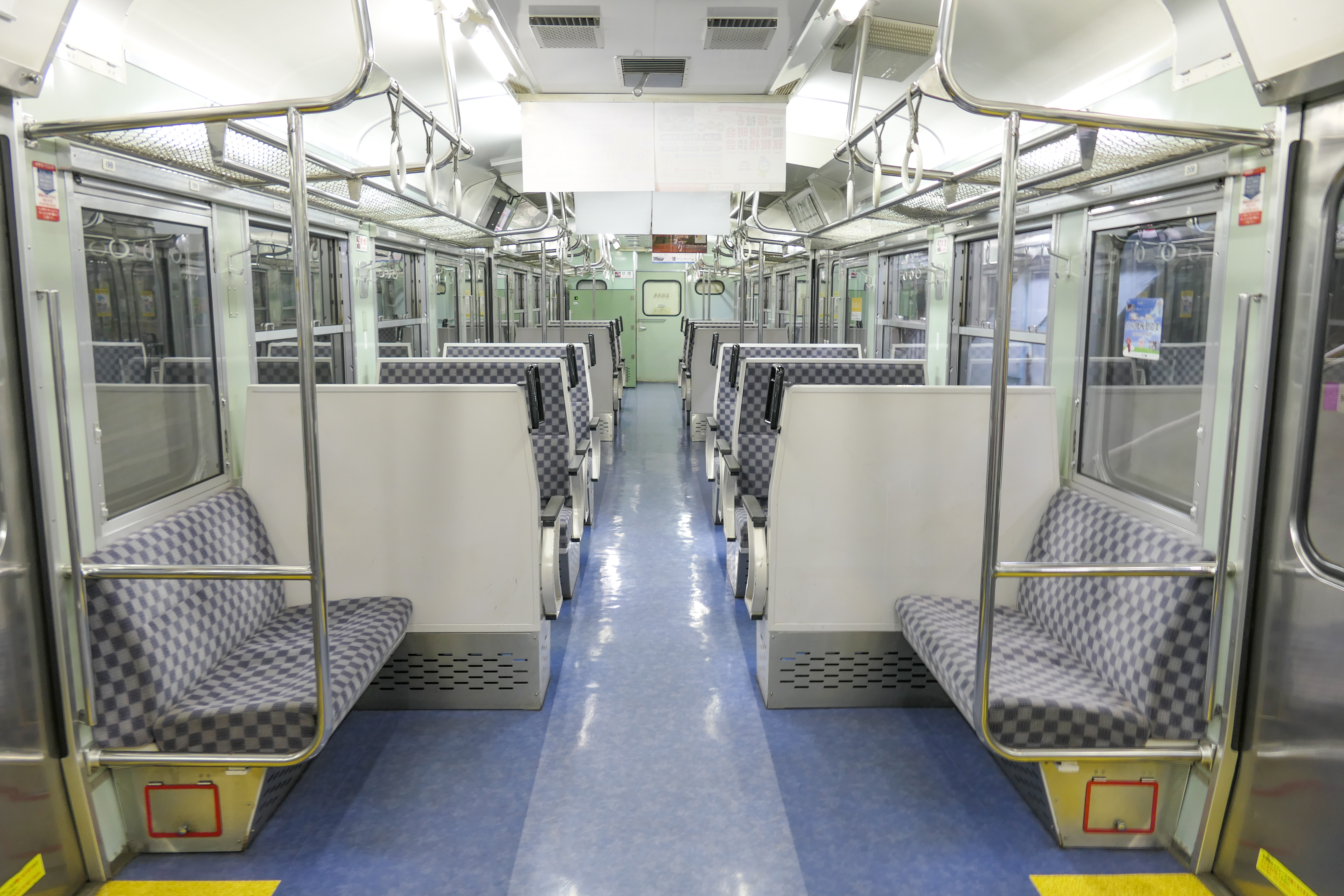
更新車の車内（クハ115-1004）
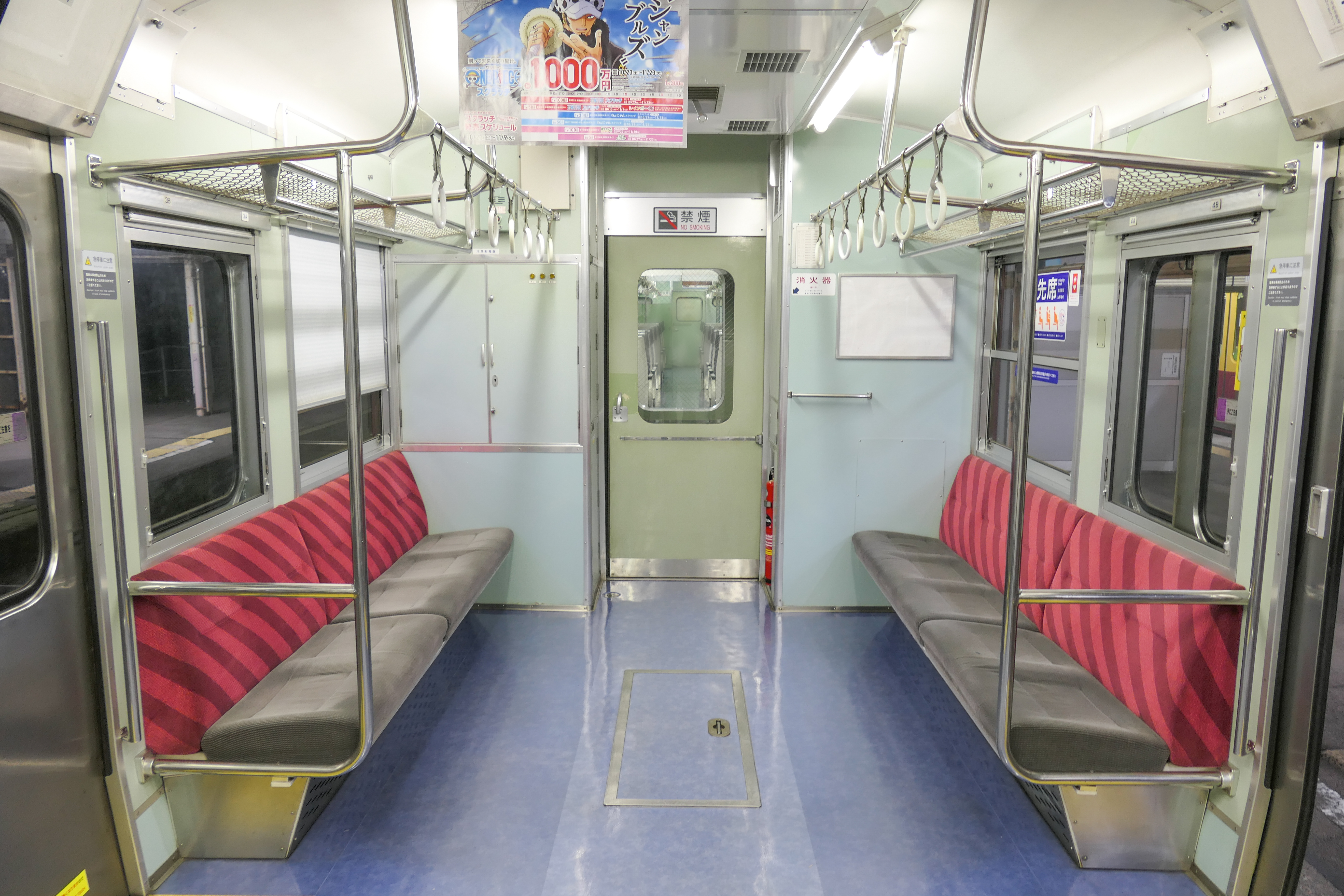
更新車の優先席（モハ114-1007）
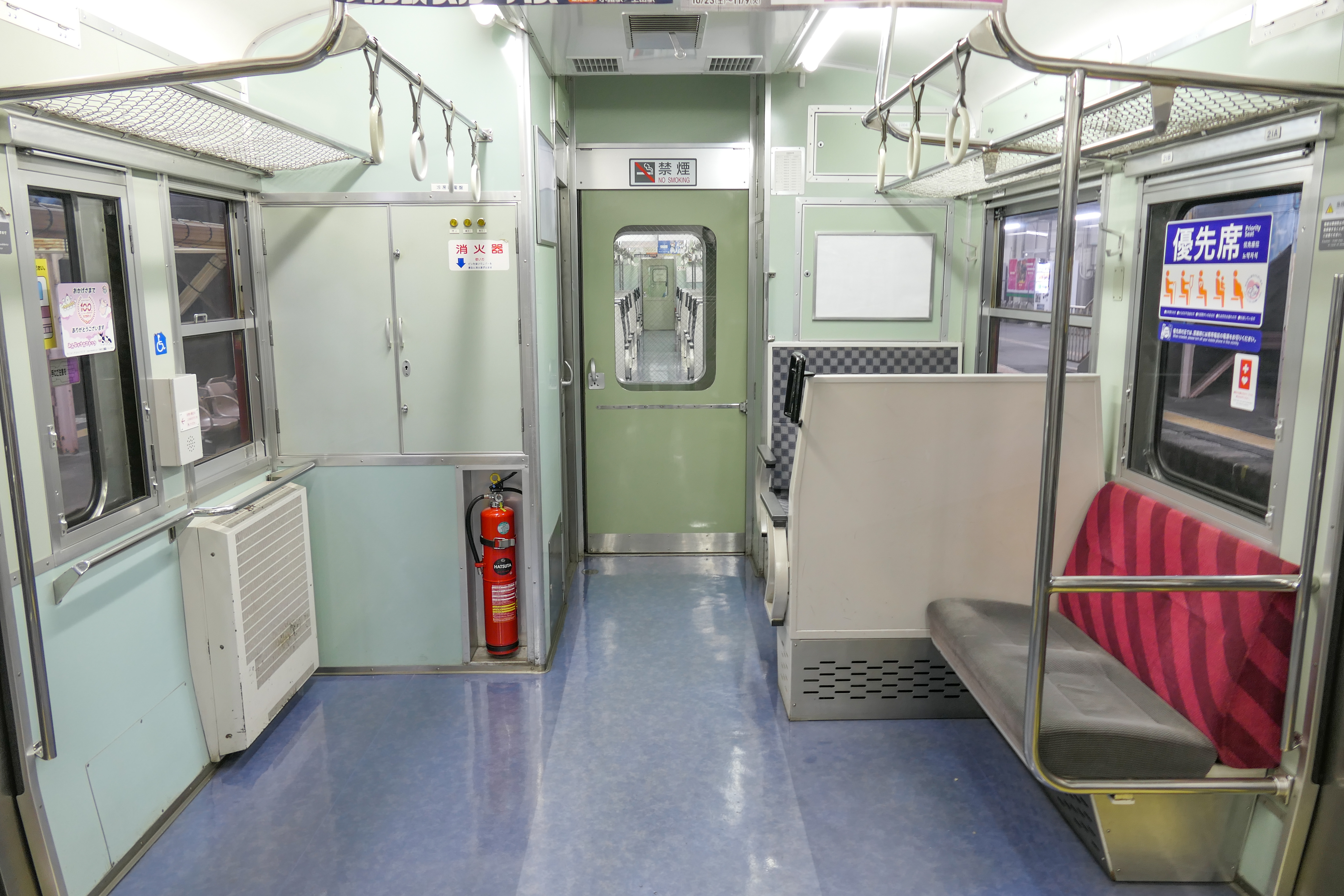
更新車の優先席と車椅子スペース（クハ115-1004）

### ワンマン化改造

運転台とワンマン運転用補助設備

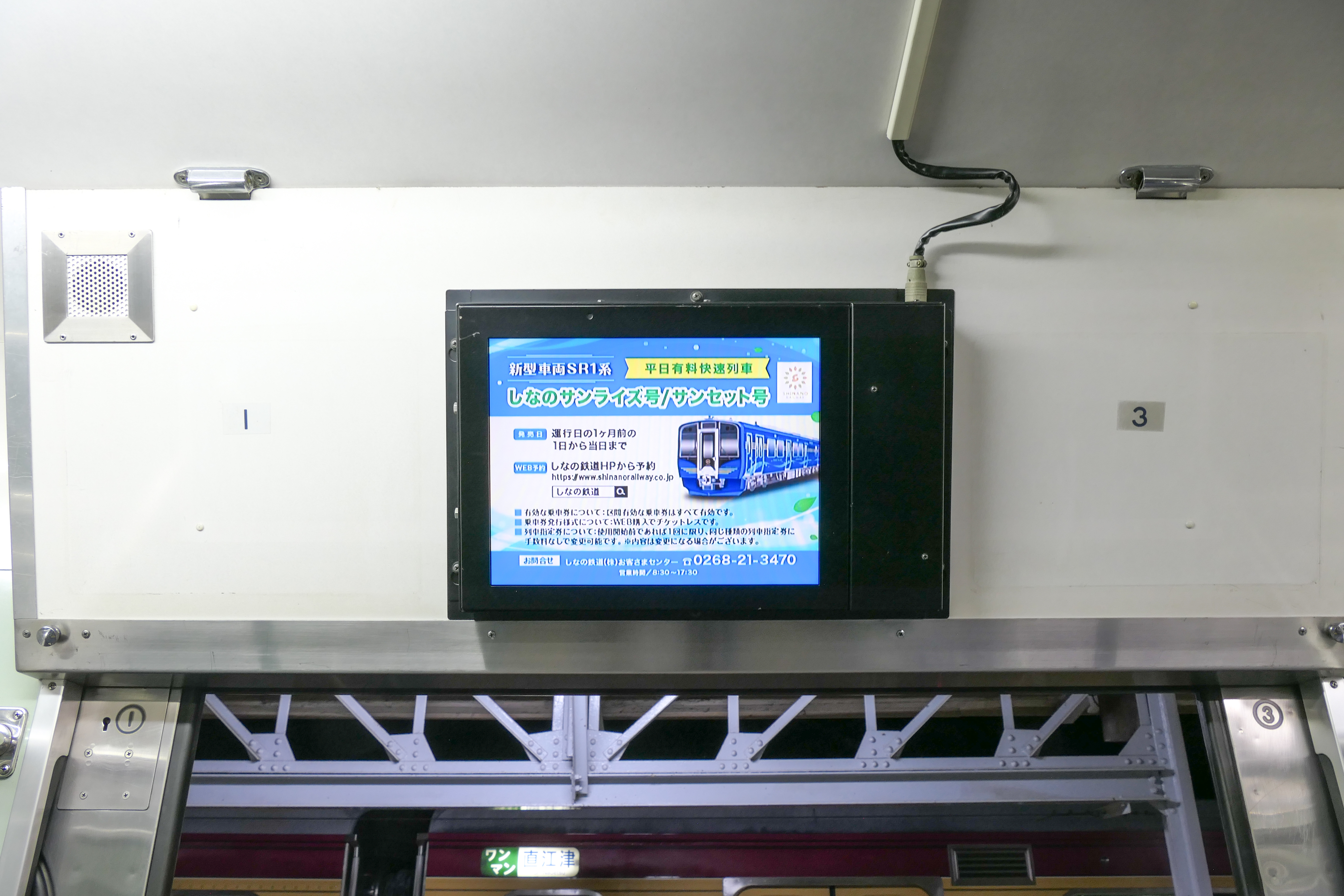
広告用液晶ディスプレイとドアチャイム

昼間を中心にワンマン運転（都市型ワンマン）を行うため、2002年度から2003年度にかけてワンマン化改造が実施された。ドア開閉や自動放送等を運転士が操作するためのワンマン運転用補助設備が搭載されている。外観面では車外スピーカーが設置されており、列車番号表示機は撤去されている。
ワンマン化改造と同時期にドア上部に広告用液晶ディスプレイが設置されたほか、ドアチャイムも搭載されている。

### 保安装置改造

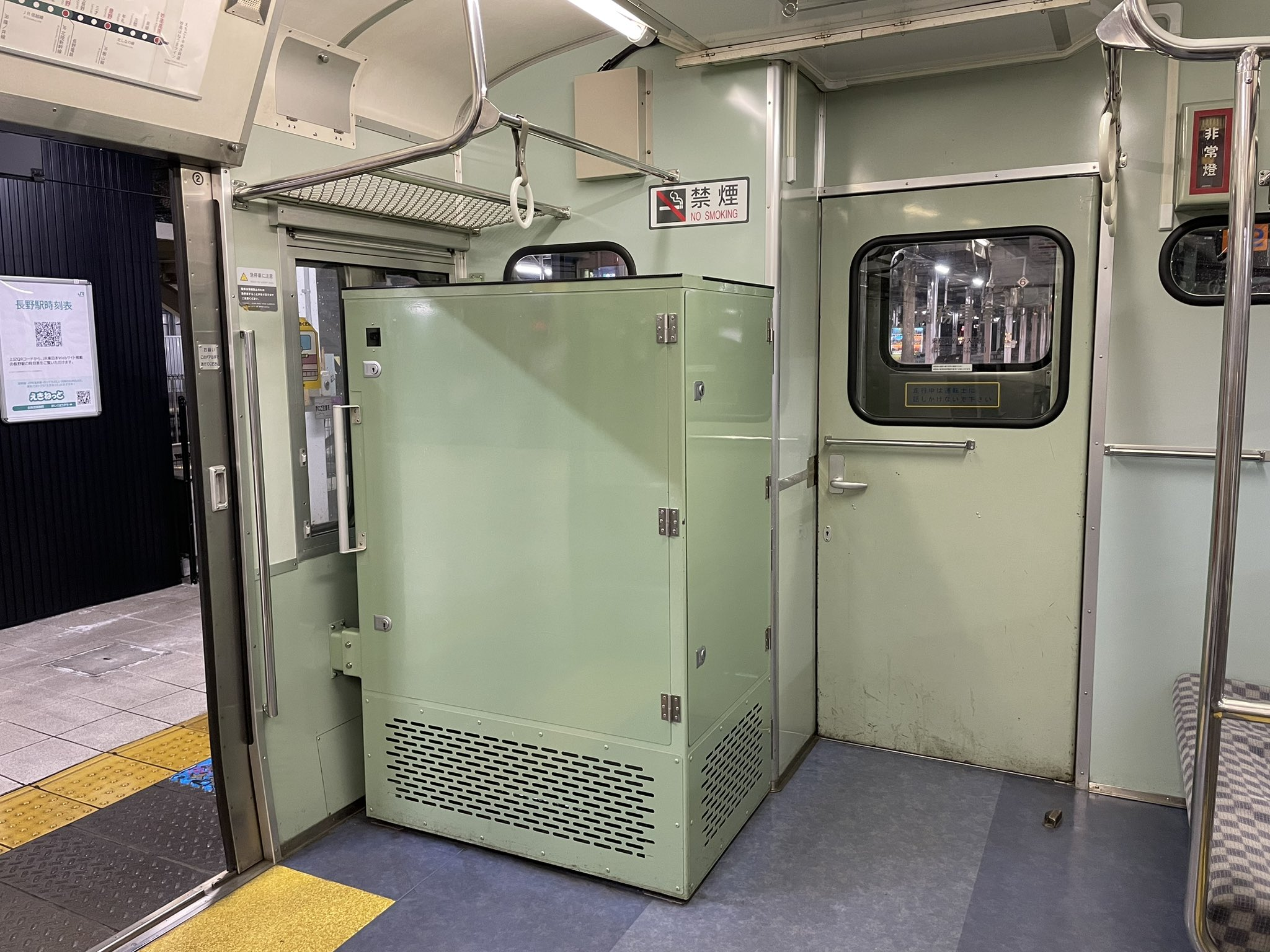
乗務員室背後のATS-P・Ps統合型装置（クモハ115-1012）

2002・2003年度に運転状況記録装置とEB装置が搭載されたほか、2013・2014年度には、S1 - S11編成のうちS5編成を除く10編成で車載保安装置がATS-SN対応の物からATS-PとATS-Ps対応の両種併設機器に交換された。

### バイオトイレの試用
しなの鉄道では管内に汚物処理装置に対応する地上施設が設置されていないため、JR時代より設けられていたトイレは閉鎖し使用不可とされていた。トイレがないのはサービス面で好ましくないため、S8編成のクハ115-1021でバイオトイレへの改造が試験的に施工された。
S8編成のバイオトイレは後に使用停止とされたが、2014年の観光列車「ろくもん」への改造と同時にバリアフリー対応トイレとして復旧されている。

### 観光列車「ろくもん」

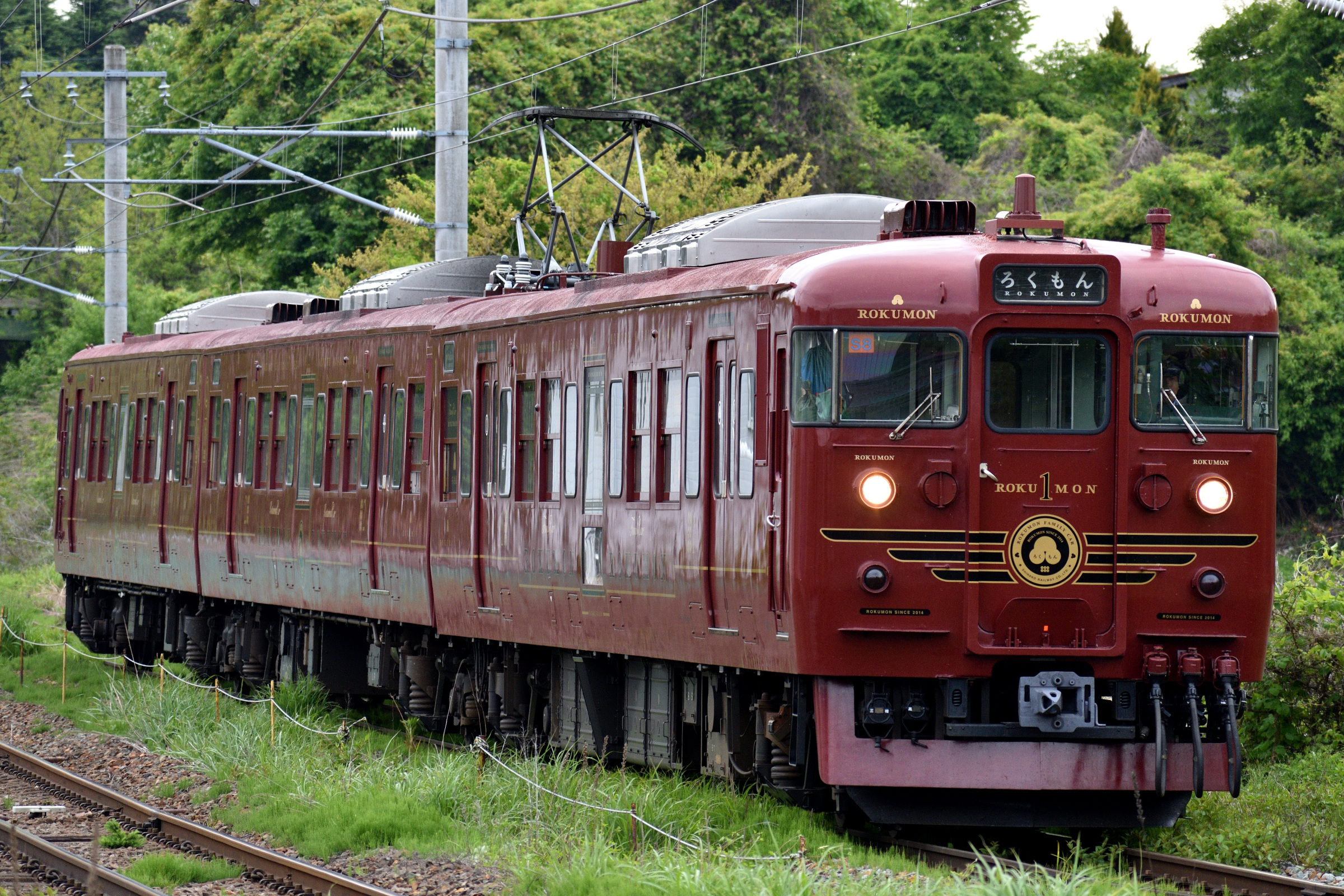
S8編成「ろくもん」

2014年にS8編成が観光列車「ろくもん」に改造された。改造工事は長電テクニカルサービス屋代工場で行われ、2014年7月11日より運行を開始している。車両デザインはインテリア・エクステリア共に水戸岡鋭治が監修した。
「ろくもん」の愛称は沿線の上田市ゆかりの戦国武将である真田氏の家紋「六文銭」に由来するもので、車体の赤色は真田信繁（幸村）が武具に用いた「赤備え」がモチーフとなっている。改造では各車両とも中央扉が塞がれた2扉車となっており、扉のあった場所は大型の窓が設けられた展望席となっている。トイレはバリアフリー対応の大型トイレが設けられた。

### パンタグラフ換装
2021年から2023年にかけて、S1 - S4・S7 - S11編成のうちS8編成を除くパンタグラフを重要部検査と同時に菱形のPS23Aからシングルアーム式のPS35Aに換装し、残ったS8編成も2025年1月の全般検査でPS35Aに換装された。さらに2022年4月にはS8編成を除く編成の信号炎管が台座を残して撤去された。

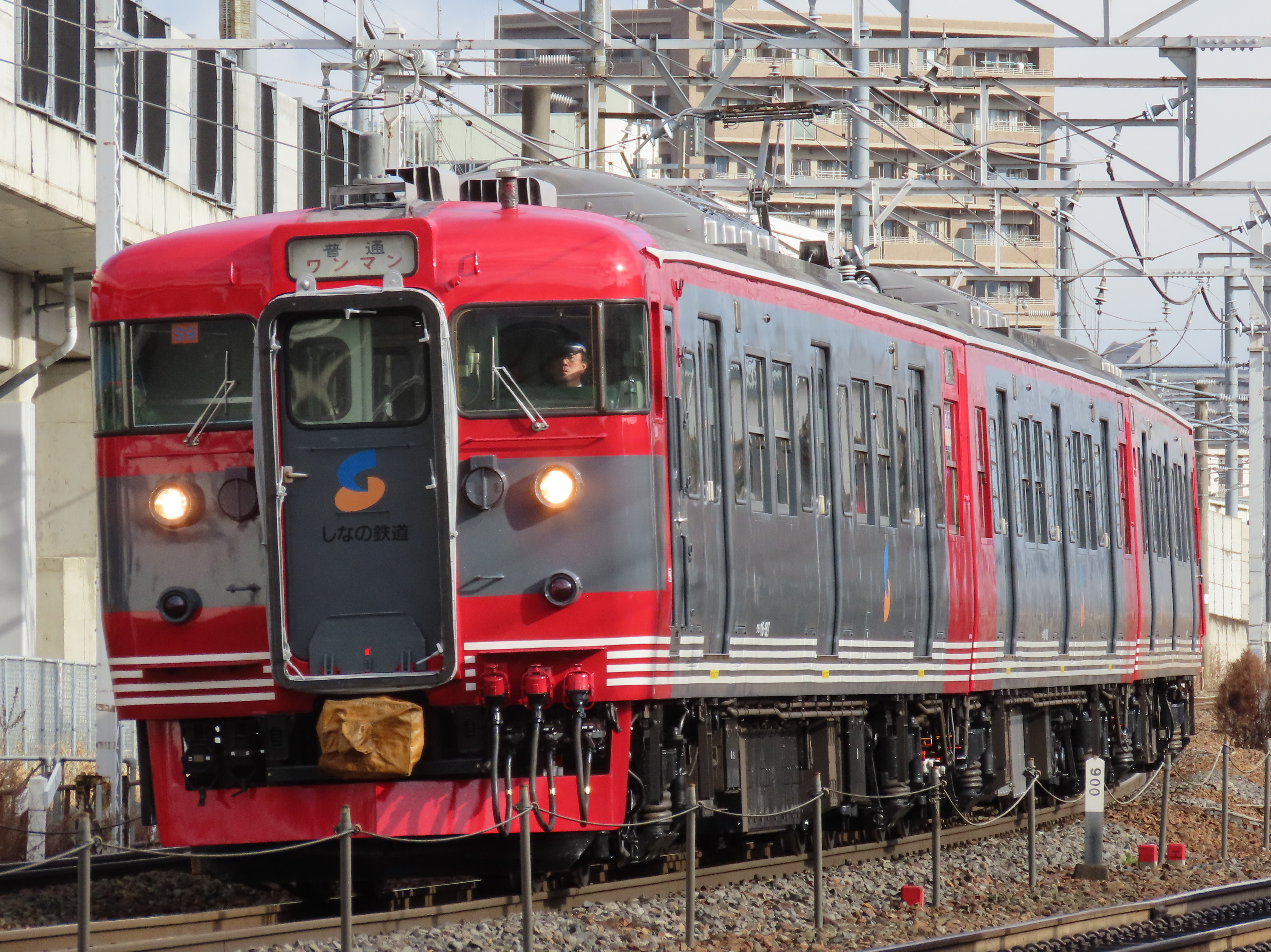
PS35Aパンタグラフへ換装後のS9編成
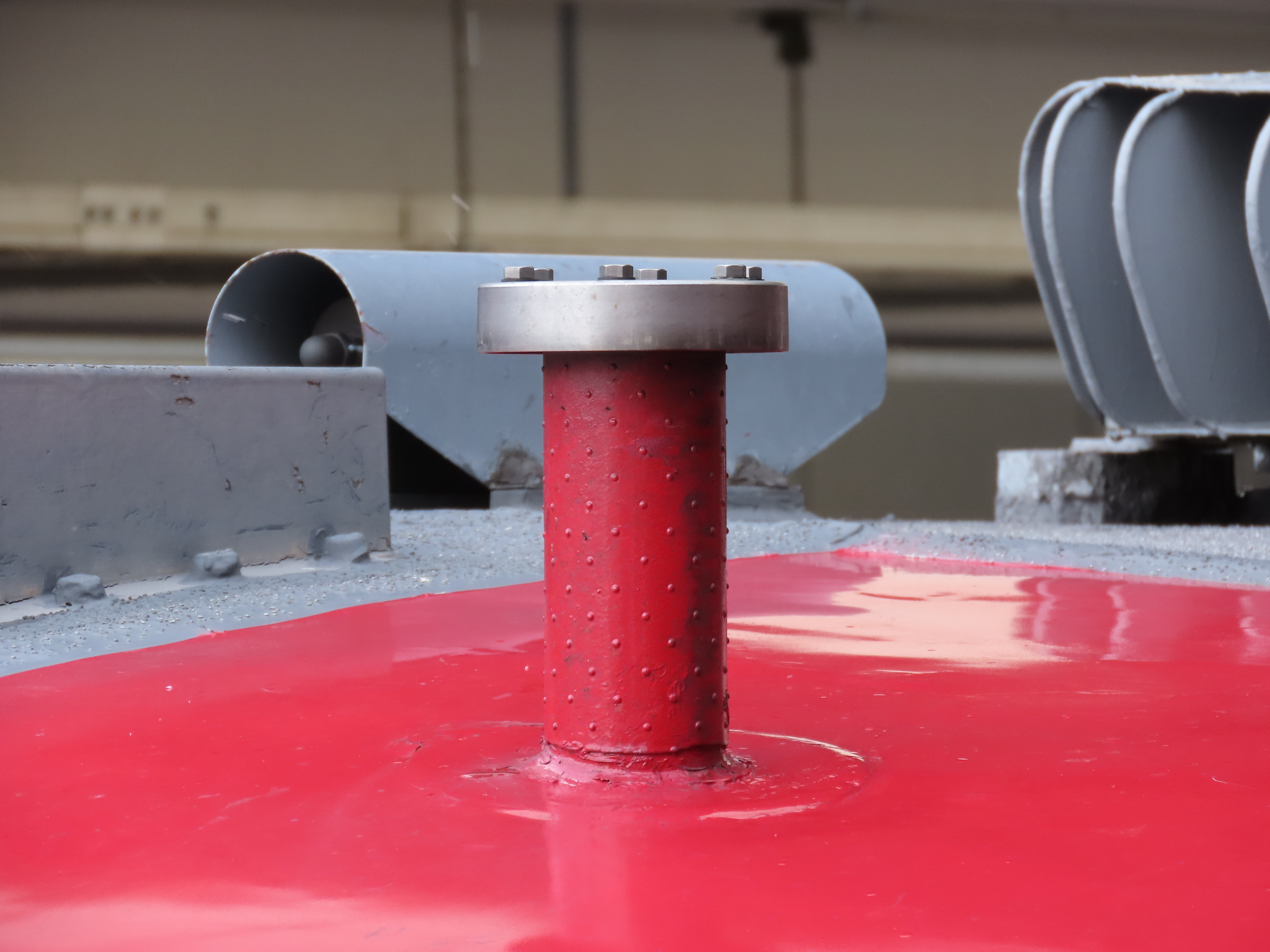
台座を残し撤去された信号炎管（クハ115-1209）

## 特別塗装

### ラッピング塗装
- 2012年8月4日から2013年12月25日まで[28]の期間で、沿線の小諸市などを舞台にしたテレビアニメ『あの夏で待ってる』のラッピングがS2編成に施工された[29][30][31]。
- 2013年9月24日から[32]2014年12月8日まで[33]、2両編成のS23編成でプロサッカーチームのAC長野パルセイロのラッピングを施工して運行された[34]。
- 2014年10月5日から2015年8月14日まで、小諸市小諸青年会議所50周年記念事業の一環として、S26編成に同市内の子供たちによって書かれた絵がラッピングされ、「ドリーム列車“絆”」の愛称で運行された。
- 2017年1月5日から2018年1月27日まで、S11編成に田窪恭治の作品「イイヅナのリンゴ」ラッピングが施工された[35][36]。
- 2017年12月25日から2019年1月10日まで、S2編成に「沿線キャラクター大集合ラッピング」が施工された。
- 2018年3月に、S11編成がコカ・コーララッピング[37]として登場した。日本コカ・コーラならびに北陸コカ・コーラボトリングの協力により、当時の塗装からロゴデザインならびにキャッチコピーを現行のものとした復刻ラッピングで、費用はクラウドファンディングで募集した[38][39]。同月4日より定期運用に復帰し[39]、2020年10月2日まで運行された[37]。
- 2019年3月19日から5月8日まで、S24編成が映画『4月の君、スピカ。』のラッピング（君スピ号）として運用された[40][41]。
- 2021年9月26日から2024年3月15日までS2編成が、夜空をイメージした暗い藍色をベースとして車体側面に浅間山、八ヶ岳、野辺山宇宙電波観測所のパラボラアンテナをイメージしたラッピング装飾が施され、佐久地域星空トレイン「晴星」として運用された。
- 2023年7月15日にS11編成が、沿線の千曲市誕生20周年記念事業として同市が舞台のオリジナルアニメ『Turkey!』のラッピングを施し、運行を開始した[42]。

ラッピング塗装
- 『あの夏で待ってる』ラッピング
- 沿線キャラクター大集合ラッピング
- コカ・コーラレッドカラー
- 佐久地域星空トレイン「晴星」
- 『Turkey!』ラッピング

### 復刻・イベント塗装
- 2017年7月から9月まで開催された信州デスティネーションキャンペーンに合わせ、長野県内を走行した115系に関連するリバイバル塗装が施工された。第1弾として2017年4月7日にS7編成が初代長野色で[43]、第2弾として2017年5月19日にS3編成が湘南色で[44]、第3弾として2017年7月にS16編成が横須賀色[45][46][47]でそれぞれ登場した。
- 2015年のしなの鉄道譲渡後も新長野色塗装で運用されていたS15編成は、2017年11月15日に新長野色のまま再塗装され、加えて貫通扉部分および裾部に貼られていたしなの鉄道シールが剥がされた。
- S9編成は2018年に重要部検査を受けた後、11月12日に台湾鉄路管理局のEMU100型電車風の塗装となって登場し、同月15日から「台鉄自強号色」として運行を開始した[48]。しなの鉄道と台湾鉄路管理局の友好協定締結を記念したもので、2023年11月17日まで運行された[49]。
- 2018年10月12日にはS26編成が横須賀色に塗装変更され、10月14日より定期運用に充当されている[50]。2019年5月には、S25編成が湘南色に塗装変更された[51]。初代長野色のS7編成は2019年7月26日に屋代工場で重要部検査・再塗装されて出場し、7月29日より定期運用に復帰している。
- 2024年7月27日には、しなの鉄道による「プロジェクト115」の一環としてS9編成が横須賀色に塗装変更され営業運転を開始した[52]。

復刻・イベント塗装
- 新長野色
- 初代長野色
- 湘南色
- 横須賀色
- 台鉄自強号色

## 車歴表
特記ない限りは2025年（令和7年）4月1日時点の情報を示す。
製造…日車：日本車輌製造、川重：川崎重工業、近車：近畿車輛、東急：東急車輛製造、日立：日立製作所
配置…長野：長野総合車両センター、松本：松本運転所、北松本：松本運転所北松本支所、新前橋：新前橋電車区

## 運用
開業以来しなの鉄道線および直通運転先の信越本線で運用され、北しなの線の開業後は同線でも運用されている。日中は基本的に2両編成または3両編成の都市型ワンマン運転で、ラッシュ時間帯には2編成連結で5両編成または6両編成で車掌が乗務する形で運行している。
仕業検査は戸倉駅構内の車両基地で、交番検査・重要部検査・全般検査は屋代駅構内の長電テクニカルサービス屋代車両検査場で、それぞれ実施する。
快速「しなのサンライズ号」「しなのサンセット号」は、169系の撤退後はJR東日本の189系・183系による運用に変更されており、本形式は使用されていなかった。しかし2011年8月に「しなのサンセット」が、2015年3月14日のダイヤ改正で「しなのサンライズ」が本形式による運行に変更された。
S5編成はしなの鉄道の115系3両編成では唯一となったリニューアル未施工・ATS-P未設置車で、2013年7月末に169系S52編成の2両とともに長野総合車両センターへ回送され、2013年8月1日付で廃車となった。
その他の編成も、2020年以降のSR1系の新製投入に伴い順次置き換えが進められており、S6編成とS23編成が2020年8月11日付で廃車となったのを皮切りに順次廃車が行われている。SR1系のライナー車両の運行開始に伴って、「しなのサンライズ号」「しなのサンセット号」および快速列車での本形式の運用は消滅した。